# Luiz Antônio (futebolista)
Luiz Antônio de Souza Soares, mais conhecido apenas como Luiz Antônio (Rio de Janeiro, 11 de março de 1991), é um futebolista brasileiro que atua como volante. Atualmente joga no Hai Phong.

## Carreira

### Flamengo
Luiz Antônio chegou nas categorias de base do Flamengo em 2003.
Foi relacionado para a disputa da Copa São Paulo de Futebol Júnior de 2010. Integrou o elenco Sub-23 do clube na Copa Sub-23 de 2010.

#### 2011
Em 2011, ganhou as primeiras oportunidades no elenco principal rubro-negro. Com bom passe e dribles curtos, características adquiridas quando ele jogava futsal, agradou o treinador Vanderlei Luxemburgo nos treinamentos. Começou a ganhar mais espaço depois das más atuações de Fernando e da séria contusão do chileno Maldonado. Estreou profissionalmente usando a camisa de número 38 no empate de 0 a 0 com o Botafogo, em partida válida pelo Campeonato Brasileiro de 2011. Esteve presente no jogo épico Santos 4–5 Flamengo, na Vila Belmiro: os rubro-negros perdiam de 3 a 0, mas a reação começou dos seus pés, que cruzou para Ronaldinho marcar o primeiro gol carioca na vitória de virada por 5 a 4. Após se destacar, renovou seu contrato, que se encerraria em setembro de 2012, até 2016. Foi titular em algumas partidas do Campeonato Brasileiro daquele ano até que após uma grave contusão no ombro direito, Luiz Antônio operou e teve previsão de volta só para o início de 2012. Luiz Antônio treinou durante todo o mês de dezembro para se preparar fisicamente e começar o ano de 2012 já podendo treinar com o restante do elenco.

#### 2012
Marcou seu primeiro gol como profissional na sua primeira partida no ano de 2012, na derrota por 2 a 1 para o Real Potosí da Bolívia em partida válida pela Copa Libertadores da América, nesta partida o volante teve índice expressivo de acerto de passes. Em 12 de março de 2012, foi anunciada a numeração fixa do Flamengo para a temporada e Luiz Antônio ficou com a camisa de número 7. No dia 16 de maio de 2012, a numeração fixa foi alterada e Luiz Antônio perdeu a camisa 7 para a Ibson, passando a usar a camisa 8. Seu primeiro gol no Campeonato Brasileiro foi na vitória de 3 a 1 do Flamengo sobre o Coritiba; Luiz Antônio fez o segundo gol da partida.

#### 2013
Sem muitas oportunidades com Dorival Júnior na Taça Guanabara, Luiz Antônio começou a ganhar mais oportunidades na Taça Rio com a chegada do novo treinador Jorginho. Foi titular pela primeira vez no ano, atuando improvisado na lateral-direita, na vitória de 2 a 1 sobre o Bangu em partida válida pela Taça Rio. Em julho o atleta assinou uma procuração autorização seu agente Francisco Dambrós a negociá-lo com qualquer time da Europa até o fim da janela de transferências. Na ocasião, após ter descoberto que havia sido apelidado de "Camelo Cansado" por alguns membros do departamento de futebol, pelo fato de não voltar para marcar quando perde a bola, o jogador ficou insatisfeito, e procurou através de seu agente, alguma maneira de deixar o clube. Este fato só foi revelado em março de 2014 pelo próprio Francisco Dambrós. No dia 21 de agosto foi marcado pelo espetacular chapéu que levou de Éverton Ribeiro, no jogo contra o Cruzeiro. Na final da Copa do Brasil, após a vitória sobre o Atlético Paranaense, Luiz Antônio foi eleito o melhor jogador da final, merecendo destaque pela sua boa atuação na partida.

#### 2014
O jogador começou o ano distante dos gramados. Após entrar com ação na 16ª vara do Tribunal Regional do Trabalho (TRT), contra o Flamengo, por supostas dívidas trabalhistas não pagas pelo clube, mas o clube negou que estivesse devendo algo para o volante. Devido isso, surgiram muitas especulações de que o provável destino do jogador seria o Porto, de Portugal. Mesmo tendo um vínculo com o Flamengo, o volante não se reapresentou ao elenco.No primeiro dia de audiência, a Justiça acabou adiando a audiência para o dia 2 de setembro, e assim o jogador segue no Flamengo. Mas, Luiz Antônio disse que seguia sem treinar pelo clube, pois anda jogando muito mal e deixando a desejar em todos os aspectos. O volante tentou antecipar a audiência, mas acabou perdendo nessa tentativa. Perdeu em todas investidas que ingressou na justiça contra o Flamengo, deixando a perceber que foi totalmente iludido pela ganância, típico de jogadores que se acham acima da instituição no qual trabalha. Mas no dia 5 de março, Luiz Antônio e o Flamengo chegaram ao acordo e o volante vai romper com o seu empresário e sendo assim reintegrado ao Rubro-Negro. Em 16 de março, Luiz Antônio realizou seu primeiro jogo na temporada após ter entrado na justiça contra o Flamengo, o volante entrou no segundo tempo, a sua entrada foi importante para a reação do time que vinha perdendo por 2 a 0. O jogo terminou 2 a 2. Voltou a marcar na goleada por 5 a 3 diante da Cabofriense. No resto da temporada, assim como o próprio Flamengo, Luiz teve um ano razoável, e não conseguiu fugir das criticas do torcedores e da mídia.

#### 2015
No inicio do ano o Flamengo emprestou muitos jogadores, e pelas más partidas em 2014, muitos torcedores esperavam que Luiz Antônio também entrasse nessa barca. Na pré-temporada, pela final do torneio Super Series, aos 37 do segundo tempo, ele deu um drible da vaca num defensor do São Paulo e logo depois fez um belo cruzamento para Samir, que ficou na cara do gol e não desperdiçou, marcando o único tento do jogo, que garantiu o troféu ao Flamengo.
No dia 10 de setembro, marcou um golaço diante do Cruzeiro, num chutaço de fora da área que atingiu 92,9km/h, ajudando a equipe a vencer o time mineiro por 2 a 0. Este gol foi eleito o mais bonito da rodada pelos internautas, em votação realizada pela página da CBF no Facebook.
| “ | Eu vinha buscando muito esse gol, significa muito para mim. Foi, certamente, um dos mais bonitos da minha carreira. Consegui pegar bem na bola e ajudar o time. | ” |

Sua boa atuação neste jogo lhe rendeu o 2o lugar do "Prêmio O Cara da Rodada", oferecido pelo jornal Lance!.

### Sport
No dia 30 de dezembro de 2015, o Flamengo acertou o empréstimo de Luiz Antônio para o Sport.
Em janeiro de 2016 conquistou a Taça Ariano Suassuna, um jogo único disputado na Ilha do Retiro em homenagem ao falecido dramaturgo Ariano Suassuna. A equipe do Sport venceu o Argentinos Juniors por 2 a 0, com Luiz Antônio tendo entrado no segundo tempo.

### Bahia
No dia 20 de julho de 2016, Luiz Antônio foi anunciado como novo reforço do Bahia. Estreou no dia 23 de julho, marcando um gol na vitória por 1 a 0 diante o Luverdense.

### Chapecoense
Em janeiro de 2017, Luiz Antônio foi emprestado a Chapecoense. Na primeira partida da Chape na Copa Libertadores, contra o Zulia, Luiz Antônio marcou seu primeiro gol. O time catarinense venceu a partida fora de casa por 2 a 1.
Em fevereiro de 2018, após não chegar em um acordo com o América Mineiro, Luiz Antônio acertou em definitivo com a Chapecoense.

### Al Shabab
No dia 3 de agosto de 2018, Luiz Antônio assinou contrato de três temporadas com o Al Shabab, da Arábia Saudita.

### Ajman
Em janeiro de 2021 foi anunciado pelo Ajman, dos Emirados Árabes Unidos.

## Seleção Nacional

### Sub-19
Luiz Antônio disputou a Copa Sendai de 2010 pela Seleção Brasileira Sub-19, sagrando-se campeão da competição.

### Sub-20
Foi convocado duas vezes pelo treinador Luis Verdini para a Seleção Brasileira Sub-20 entre os anos de 2010 e 2011, uma para um período de treinamentos na Granja Comary e outra para um torneio internacional disputado no Paraguai, no qual o Brasil foi eliminado na fase de grupos.

## Estatísticas
Atualizadas até 22 de julho de 2018.

### Clubes
| Clube       | Temporada | Campeonato nacional | Campeonato nacional | Campeonato nacional | Copa nacional[a] | Copa nacional[a] | Copa nacional[a] | Competições continentais[b] | Competições continentais[b] | Competições continentais[b] | Outros torneios[c] | Outros torneios[c] | Outros torneios[c] | Total | Total | Total   |
| Clube       | Temporada | Jogos               | Gols                | Assist.             | Jogos            | Gols             | Assist.          | Jogos                       | Gols                        | Assist.                     | Jogos              | Gols               | Assist.            | Jogos | Gols  | Assist. |
| ----------- | --------- | ------------------- | ------------------- | ------------------- | ---------------- | ---------------- | ---------------- | --------------------------- | --------------------------- | --------------------------- | ------------------ | ------------------ | ------------------ | ----- | ----- | ------- |
| Flamengo    | 2011      | 9                   | 0                   | 0                   | —                | —                | —                | 2                           | 0                           | 0                           | —                  | —                  | —                  | 11    | 0     | 0       |
| Flamengo    | 2012      | 26                  | 1                   | 0                   | —                | —                | —                | 8                           | 3                           | 0                           | 15                 | 1                  | 0                  | 49    | 5     | 0       |
| Flamengo    | 2013      | 32                  | 1                   | 1                   | 11               | 0                | 1                | —                           | —                           | —                           | 5                  | 0                  | 0                  | 48    | 1     | 2       |
| Flamengo    | 2014      | 27                  | 1                   | 0                   | 5                | 0                | 0                | —                           | —                           | —                           | 5                  | 1                  | 1                  | 37    | 2     | 1       |
| Flamengo    | 2015      | 14                  | 1                   | 1                   | 2                | 0                | 0                | 0                           | 0                           | 0                           | 17                 | 1                  | 3                  | 33    | 2     | 4       |
| Flamengo    | Total     | 108                 | 4                   | 2                   | 18               | 0                | 1                | 10                          | 3                           | 0                           | 42                 | 3                  | 4                  | 178   | 10    | 7       |
| Sport       | 2016      | 4                   | 0                   | 0                   | 0                | 0                | 0                | 0                           | 0                           | 0                           | 25                 | 2                  | 1                  | 29    | 2     | 1       |
| Sport       | Total     | 4                   | 0                   | 0                   | 0                | 0                | 0                | 0                           | 0                           | 0                           | 25                 | 2                  | 1                  | 29    | 2     | 1       |
| Bahia       | 2016      | 21                  | 3                   | 2                   | —                | —                | —                | —                           | —                           | —                           | —                  | —                  | —                  | 21    | 3     | 2       |
| Bahia       | Total     | 21                  | 3                   | 2                   | 0                | 0                | 0                | 0                           | 0                           | 0                           | 0                  | 0                  | 0                  | 21    | 3     | 2       |
| Chapecoense | 2017      | 30                  | 3                   | 2                   | 1                | 0                | 0                | 10                          | 1                           | 0                           | 17                 | 3                  | 0                  | 58    | 7     | 2       |
| Chapecoense | 2018      | 5                   | 0                   | 0                   | 1                | 0                | 0                | —                           | —                           | —                           | 5                  | 0                  | 0                  | 11    | 0     | 0       |
| Chapecoense | Total     | 35                  | 3                   | 2                   | 2                | 0                | 0                | 10                          | 1                           | 0                           | 22                 | 3                  | 0                  | 69    | 7     | 2       |
| Al Shabab   | 2018      | 0                   | 0                   | 0                   | 0                | 0                | 0                | 0                           | 0                           | 0                           | —                  | —                  | —                  | 0     | 0     | 0       |
| Al Shabab   | Total     | 0                   | 0                   | 0                   | 0                | 0                | 0                | 0                           | 0                           | 0                           | —                  | —                  | —                  | 0     | 0     | 0       |

- a. ^ Jogos da Copa do Brasil
- b. ^ Jogos da Copa Sul-Americana e Copa Libertadores da América
- c. ^ Jogos do Campeonato Carioca, Granada Cup, Super Series, Taça Ariano Suassuna, Campeonato Pernambucano, Campeonato Catarinense, Copa Suruga e amistosos

### Seleção Brasileira
Abaixo estão listados todos e jogos e gols do futebolista pela Seleção Brasileira, desde as categorias de base. Abaixo da tabela, clique em expandir para ver a lista detalhada dos jogos de acordo com a categoria selecionada.
Sub-19
| Ano   |       |      |         |       |
| Ano   | Jogos | Gols | Assist. | Média |
| ----- | ----- | ---- | ------- | ----- |
| 2010  | 2     | 0    | 0       | 0     |
| Total | 2     | 0    | 0       | 0     |

|    | Data                   | Local                         | Resultado | Adversário | Gols | Assist. | Competição          |
| -- | ---------------------- | ----------------------------- | --------- | ---------- | ---- | ------- | ------------------- |
| 1. | 9 de setembro de 2010  | Sendai Stadium, Sendai, Japão | 4–1       | China      | 0    | 0       | Copa Sendai de 2010 |
| 2. | 12 de setembro de 2010 | Sendai Stadium, Sendai, Japão | 2–2       | França     | 0    | 0       | Copa Sendai de 2010 |

Sub-20
| Ano   |       |      |         |       |
| Ano   | Jogos | Gols | Assist. | Média |
| ----- | ----- | ---- | ------- | ----- |
| 2010  | 2     | 0    | 0       | 0     |
| 2011  | 0     | 0    | 0       | 0     |
| Total | 2     | 0    | 0       | 0     |

|    | Data                | Local                                | Resultado | Adversário | Gols | Assist. | Competição                           |
| -- | ------------------- | ------------------------------------ | --------- | ---------- | ---- | ------- | ------------------------------------ |
| 1. | 27 de julho de 2010 | Dr. Nicolás Leoz, Assunção, Paraguai | 0–0       | Colômbia   | 0    | 0       | Torneio Internacional Sub-20 de 2010 |
| 2. | 30 de julho de 2010 | Dr. Nicolás Leoz, Assunção, Paraguai | 1–2       | Paraguai   | 0    | 0       | Torneio Internacional Sub-20 de 2010 |

Seleção Brasileira (total)
| Ano   |       |      |         |       |
| Ano   | Jogos | Gols | Assist. | Média |
| ----- | ----- | ---- | ------- | ----- |
| 2010  | 4     | 0    | 0       | 0     |
| 2011  | 0     | 0    | 0       | 0     |
| Total | 4     | 0    | 0       | 0     |

### Total
| Ano   |       |      |         |       |
| Ano   | Jogos | Gols | Assist. | Média |
| ----- | ----- | ---- | ------- | ----- |
| 2011  | 11    | 0    | 0       | 0     |
| 2012  | 49    | 5    | 0       | 0,10  |
| 2013  | 48    | 1    | 2       | 0,02  |
| 2014  | 37    | 2    | 1       | 0,05  |
| 2015  | 33    | 2    | 4       | 0,06  |
| 2016  | 15    | 2    | 0       | 0     |
| Total | 193   | 12   | 7       | 0,05  |

## Títulos
Flamengo
- Troféu 125 anos de Uberlândia: 2013
- Copa do Brasil: 2013
- Taça Guanabara: 2014
- Campeonato Carioca: 2014
- Super Series: 2015

Sport
- Taça Ariano Suassuna: 2016

Chapecoense
- Campeonato Catarinense: 2017

Seleção Brasileira Sub-19
- Copa Sendai: 2010

### Prêmios individuais
- Melhor jogador da final da Copa do Brasil: 2013